# 小行星16226
小行星16226（16226 Beaton）是一颗绕太阳运转的小行星，为主小行星带小行星。该小行星于2000年2月29日发现。

## 轨道参数
小行星16226的轨道半长轴为3.1201719 UA，离心率为0.041。